# 316080 Boni
316080 Boni è un asteroide della fascia principale. Scoperto nel 2009, presenta un'orbita caratterizzata da un semiasse maggiore pari a 2,3121772 au e da un'eccentricità di 0,0535448, inclinata di 7,11105° rispetto all'eclittica.